# Taylor Luvambo
Taylor Luvambo, né le 5 juillet 1999 à Saint-Denis est un footballeur français qui évolue au poste d'ailier au Mans FC.

## Biographie
Luvambo est un produit des centres de formation du Racing Paris, du FC Asnières, du Paris Saint-Germain et du FC Nantes. Il commence sa carrière avec la réserve de Nantes, avant de rejoindre le FC Fleury pour la saison 2020-2021.

### EA Guingamp (2021-2025)
Il rejoint ensuite la réserve de l'EA Guingamp à l'été 2021 avec laquelle il marque 10 buts en 26 apparitions lors de sa première saison. Le 10 juin 2022, il signe un contrat professionnel avec Guignamp pour 2 ans. Il a fait ses débuts en équipe première avec Guingamp lors d'une victoire 4-0 en Ligue 2 contre le Pau FC le 28 juillet 2022, fournissant 2 passes décisives lors du match.

### Le Mans FC (depuis 2025)
Le 23 juin 2025, Le Mans FC officialise l’arrivée de Luvambo dans la Sarthe.

### Carrière internationale
Né à Saint-Denis, Luvambo est d'origine congolaise. Il est international jeune pour la France, ayant représenté l'équipe de France U18 en 2017.